# Autophila luxuriosa
Autophila luxuriosa là một loài bướm đêm trong họ Erebidae.